# Аствацатуров, Андрей Алексеевич
Андре́й Алексе́евич Аствацату́ров (род. 7 июля 1969, Ленинград) — российский писатель, филолог. Профессор кафедры Истории зарубежных литератур СПбГУ, и. о. заведующего кафедрой междисциплинарных исследований в области языков и литературы Факультета свободных искусств и наук СПбГУ, кандидат филологических наук, член Союза писателей Санкт-Петербурга, директор Музея В. В. Набокова, и. о. декана Факультета Свободных искусств и наук СПбГУ.

## Биография
Родился 7 июля 1969 года в семье потомственной петербургской интеллигенции. Дед — известный филолог, академик В. М. Жирмунский. Отец — филолог-германист Алексей Георгиевич Аствацатуров (1945—2015). С 1976 по 1986 г. учился в специализированной английской школе.
В 1986 году поступил на вечернее отделение Ленинградского государственного университета им. Жданова (отделение английской филологии). С 1988 года активно участвовал в студенческой научной жизни. Занимался под руководством проф. Ю. В. Ковалёва и доц. А. А. Чамеева. В 1991 году защитил дипломную работу на тему «Миф и действительность в романе Дж. Джойса „Улисс“». Получил диплом СПбГУ по специальности «английский язык и литература».
С 1991 по 1994 год обучался в аспирантуре филологического факультета СПбГУ под руководством Ю. В. Ковалёва. В 1995 году защитил кандидатскую диссертацию на тему «Литературно-критическая теория Т. С. Элиота и её эстетическая реализация в поэме „Бесплодная земля“». Кандидат филологических наук (1996). В 2003 году Аствацатурову присвоено ученое звание доцента.
С 1992 года — постоянный участник научных конференций СПбГУ, МГУ, РАН, РГГУ. Читал лекции по истории и теории литературы в СПбГУ (с 1996), Академии культуры (1998—2000), Институте иностранных языков (1992—2001), Смольном институте свободных искусств и наук (с 1999), Российском христианском гуманитарном институте (1992—1993). В качестве лектора и педагога приобрел широкую известность. Открытые лекции А. А. Аствацатурова вывешены на популярных ресурсах (youtube и vkontakte). Лекции посвящены проблемам зарубежной литературы, преимущественно англоязычной. В 2015 году награждён премией Санкт-Петербургского университета «За педагогическое мастерство».
Выступал с лекциями и научными докладами в Великобритании, Германии, США, Китае. Печатался в отечественных и зарубежных научных сборниках и журналах («Новое литературное обозрение», «Вестник СПбГУ», «Вестник РГПУ», «Преломления», «Филологические науки», «Arts», «Religion» и др.), а также сотрудничал с городскими петербургскими изданиями («Собака.ру», «Красный», «Прочтение», «RIP» и др.). Автор около 150 научных статей, посвящённых проблемам англоязычной литературы XIX—XX веков, а также современной русской литературы. В круг его научных интересов входят следующие англоязычные авторы: Т. С. Элиот, Джозеф Конрад, Оскар Уайльд, Редьярд Киплинг, Джеймс Джойс, Вирджиния Вулф, Генри Миллер, Дж. Д.Сэлинджер, Джон Чивер, Курт Воннегут, Джон Апдайк, Эрнест Хемингуэй и др. Аствацатуров также публиковал статьи о русских авторах: В. В. Набокове, Михаиле Елизарове, Романе Сенчине, Андрее Иванове и др. Автор многочисленных предисловий, комментариев к изданиям англоязычной классики на русском языке (О. Уайльд, В. Вулф, Г. Миллер, Дж. Сэлинджер, К. Воннегут, Дж. Чивер, Дж. Апдайк). Преподавательскую и научную работу А. А. Аствацатуров совмещает с административной деятельностью. В 2015 году А. А. Аствацатуров назначен и. о. зав. кафедрой междисциплинарных исследований в области языков и литературы СПбГУ. В 2019 — назначен директором музея В. В. Набокова в СПбГУ. В 2023 году назначен и. о. декана Факультета Свободных искусств и наук СПбГУ.

## Научная деятельность
А. А. Аствацатуров является историком литературы. Его статьи 1990-х и начала 2000-х построены на традиционном историко-литературном подходе, в рамках которого анализируемый автор рассматривается в контексте эпохи и его окружения. Вместе с тем историко-литературный подход Аствацатурова, распространенный среди филологов ленинградско-петербургской научной школы, совмещался с методологическими установками англоязычной «новой критики» и структурализма. Эти западные методологические установки использовались им крайне осторожно и применительно к художественной форме, которую он рассматривал не имманентно, а как проявление мировидения, чувства жизни автора. Форма неизменно оценивалась им как «значимая» и содержательная. Проблематика текста и его форма рассматривались в статьях Аствацатурова как два связанных проявления единого чувства жизни или мировидения. Этот подход, интерес к мировидению автора естественным образом заставил Аствацатурова обратиться к истории философии и истории политической мысли. Он всякий раз обстоятельно исследовал влияние философских идей на творчество того или иного автора. В этом отношении весьма показательна его монография «Генри Миллер и его „парижская“ трилогия», где обстоятельно анализировалось влияние на Генри Миллера идей трансценденталистов, анархистов, Фридриха Ницше, Освальда Шпенглера, Анри Бергсона и др. С начала 2010-х гг. Аствацатуров преодолел эклектичность своего философско-филологического подхода к литературному тексту и обратился к анализу формы. В научных статьях и в литературной эссеистике (сборник «И не только Сэлинджер») он разбирал сложные случаи совмещения жанров (статьи о Генри Джеймсе, Оскаре Уайльде, Уильяме Голдинге, Редьярде Киплинге, Джозефе Конраде), открывая внутренние, скрытые механизмы творческого процесса. Эти исследования совмещались в его научной работе со статьями, посвященными проблемам композиции, поискам изоморфных структур текста (статьи О Джозефе Конраде, Владимире Набокове) и интертекстуальным связям (серия статей о Владимире Набокове и Амброзе Бирсе). В начале 2020-х годов Аствацатуров начинает заниматься компартивистикой, публикуя в отечественных и зарубежных журналах сравнительные исследования (статьи о Сэлинджере, Набокове, Михаиле Елизарове, Романе Сенчине, Андрее Иванове).

## Литературная деятельность
Литературную известность Андрею Аствацатурову принесла его дебютная книга «Люди в голом», опубликованная в издательстве «Ad Marginem» (2009). Книга вызывала дискуссию в литературных журналах: высокие оценки сочетались с резко отрицательными. Критики отмечали сходство книги со сборником остроумных баек (Трофименков), реализм и автобиографизм книги, комичность и сатиричность, схожесть её отдельных частей с записями в блогах, аскетизм, нарочитую простоту её языка, афористичность (Михаил Трофименков), веселую непристойность (Вл. Бондаренко), создание впечатляющего образа ребёнка-неудачника (Е. Биргер, Г. Юзефович), рефлексирующего интеллигента, интертекстуальную игру, влияние философского экзистенциализма (Вс. Емелин), постмодернистскую ризоматичность, интертекстуальность (использование цитат из произведвений отечественной и зарубежной классики, советских песен). Также критики отметили влияние Сергея Довлатова, аскетичной (Камю, Хемингуэй, Сэлинджер, Воннегут), биографической прозы (Л.-Ф. Селин, Генри Миллер). Сам автор в интервью говорил также о влиянии на него Шервуда Андерсона и подчеркивал, что его книга является псевдоавтобиографической. Книга распадается на две неравные части. В первой рассказываются смешные истории о детстве главного героя, его неудачах, его школьных буднях, его непростых и комичных взаимоотношениях с учителями, одноклассниками, родителями. Автор пользуется нарочито упрощенной, сказовой интонацией, чтобы передать психологию ребёнка, родившегося в СССР. Эта интонация несколько напоминает интонации Хемингуэя и Камю. В центре книги — абсурдная повседневность, абсолютно равнодушная или враждебная маленькому ребёнку и пустота, скрывающаяся за вещами и событиями. Мир СССР, как отмечали западные критики романа, описан с известной долей любви и ностальгии, однако сами институты (семья, школа, детский сад) выглядят как части опекающей и репрессивной машины. Главной герой, по замечанию самого автора, предстает заброшенным в пустой мир, где нет друзей, нет ничего своего, одиноким и страдающим — голым человеком на голой земле. Вторая часть романа романа написана совершенно другой интонацией. Она начинается с анекдотов, которые постепенно переходят в единый связный сюжет. В главе большое количество афоризмов. Она почти целиком строится на цитатах из литературных произведений западной и русской классики и песен времен СССР. Аствацатуров совершает в книги небольшое путешествие по литературным жанрам. Книга начинается с анекдота, продолжается эссеистически, организуется в почти эпический сюжет и завершается драматической сценой. Также в главе возникают пародии на современную модную литературу (Гришковец, Сорокин, Уэльбек). Автор нарочито подчеркивает вторичность литературы, паразитарность искусства как такового. В главе описывается время после распада СССР, «лихие девяностые», где главный герой предстает уже выросшим и довольно неприятным типом, ведущим полунищенский, богемный образ жизни. Реальность этого мира и основная тема второй части книги — паразитарное существование людей, которые используют друг друга в своих целях. Здесь сказывается левая позиция рассказчика и его неприятие либеральной эпохи и либеральных ценностей. В то же время левая позиция подвергается сатирической рефлексии — рассказчик такой же циничный паразит, как и те, кто его окружает.
За книгу «Люди в голом» Аствацатуров был удостоен премии «ТОП-50. Знаменитые люди Санкт-Петербурга». Книга также вошла в финал литературных премий «НОС» и «Национальный бестселлер». Роман стал «книгой месяца» журнала «GQ» и вошел в список 50 лучших книг 2009 года по версии «НГ Ex Libris» Книга переведена на французский, итальянский, финский, чешский, венгерский языки.
Вторая книга Аствацатурова «Скунскамера», вышедшая в издательстве «Ad Marginem» (2010), продолжила линию первой. Критики отметили некоторую эволюцию авторского стиля, уход от аскетичности «Людей в голом», большую сложность художественных задач, разработку прежних тем и мотивов и автобиографизм. Первая часть состоит из коротких фрагментов, описывающих детство рассказчика, эпизоды его школьной жизни, а также реалии ушедшей советской эпохи. Итальянские рецензенты книги отметили ностальгию по СССР, скрупулёзное воссоздание советской ментальности через подробное описание деталей быта. В «Скунскамере» возникает описание Ленинграда, точнее одного района (район площади Мужества), его истории, на примере которой описывается рождение, усиление и гибель советской империи. Автор, как отмечали рецензенты, пародийно воспроизводит модель развития культуры, предложенную Освальдом Шпенглером, описывая позднегородское отчужденное от мысли и почвы пространство. В первых главах цитируются Марсель Пруст, Кнут Гамсун, Гоголь. Сам текст «романоида» (определение критика Льва Данилкина) строится как постмодернистский метатекст. Рассказчик сочиняет романоид как бы на глазах у читателя. Он сидит дома, в аудитории, сочиняя текст в реальном для читателя времени. К началу второй части романоид постепенно складывается в роман, где возникает сюжет о том, как школьники-неудачники создают подпольную организацию «Гвардейцы кардинала» и совершают несколько мелких диверсий. Родители в конце концов их разоблачают, однако не решаются выдать своих детей на суд учителей. Книга заканчивается, как и «Люди в голом» театральной инсценировкой. Сам автор объяснял проблематику романа своей увлеченностью левой идеологией, в частности, идеями Фрейда, высказанными в работе «Неудобства культуры» и идеями Герберта Маркузе. Мир культуры (семьи, детского сада, школы) описывается как репрессивный. Это тюрьма, которая подавляет маленького человека. Ощущая себя в тюрьме, ребёнок стремится на волю, но тут оказывается, что тюрьма была вовсе не тюрьмой, а защитой, и реальный, свободный мир оказывается равнодушным и опасным. На свободе оказывается тоже плохо, и ребёнок возвращается обратно в свою «тюрьму» под опеку родителей, воспитателей, школьных учителей. Возникает состояние невроза, в котором маленький человек обречен пребывать. Само название «Скунскамера» отсылает к анекдоту, где невежественный турист по ошибке так называет Кунсткамеру. Переводчик книги Джулия Маркуччи отметила в книге большое количество неприятных запахов, иронически отсылающих к скунсу.
Книга была удостоена премии «НОС» (приз читательских симпатий), вошла в шорт-лист премии Сергея Довлатова и лонг-лист премий «Национальный бестселлер» и «Большая книга». Книга переведена на итальянский язык.
В 2015-м году А. А. Аствацатуров перестает сотрудничать с издательством «Ad Marginem» и начинает сотрудничество с «Редакцией Елены Шубиной», куда он приносит свой роман «Осень в карманах» и сборник эссе «И не только Сэлинджер». Издательство «Ad Marginem» сохраняло до 2020 года права на издания его первых книг. В этот период книги «Люди в голом» и «Скунскамера» не переиздавались. Лишь в 2020 году, когда закончилось действие прежних прав, книги были переизданы в «Редакции Елены Шубиной».
Книга «Осень в карманах», опубликованная в «Редакции Елены Шубиной» (2015), имеет подзаголовок «роман в рассказах». Она начинается серией коротких заметок в качестве предисловия к основной части, которая состоит из четырёх больших разделов, названных по имени времен года. Рассказы связаны между собой общими событиями и общей системой персонажей, хотя действие их происходит в разной время. Критики отмечали отчетливую перемену в манере повествования по сравнению с предыдущими «детскими» текстами. Автор уходит от простоты своих первых текстов к художественной метафоричности, предлагая метафорическую художественную. вязь, лейтмотивную образную систему. В этой книге критики и исследователи отметили влияние Гоголя, Генри Миллера, Набокова, Томаса Манна и Юрия Трифонова. Некоторые критики упрекали автора в излишней серьёзности, другие, напротив, утверждали, что автор слишком злоупотребляет шутками, сатирическими приемами и вульгарным натурализмом. Автор в публичных интервью говорил о том, что он испытал сильное влияние Юрия Трифонова, применил систему перечислений-каталогов, использовал сюрреалистические образы и приемы «парижской трилогии» Генри Миллера. Роман отмечен огромным интересом автора к городскому ландшафту. Автор признавался, что пытался показать метафизику городского ландшафта. Он описывает три города: Санкт-Петербург, Париж и Капри. Санкт-Петербург, как утверждает автор в своих интервью, описывается как пространство апокалипсиса (Лето) и постапокалипсиса (Осень). Критики определили апокалипсис, изображенный Аствацатуровым как «карманный». В этих частях Аствацатуров выступает современным наследником петербургского текста. Он открыто и завуалированно цитирует Пушкина, Гоголя, Белого, Мандельштама, показывая географию города, его внутреннее движение, скрытые силы, заключенные в нём. Современное пространство открывает в себе тексты, которые его описывают, а также давнюю и недавнюю историю. Город воздействует на героя, отнимая его силы. В нём иногда возникает взрыв форм, выход за пределы себя, бунт (Лето), иногда город, его огромная река, отменяет все возможные человеческие смыслы, заставляя героя отчаиваться. В описании Парижа Аствацатуров использовал «парижский текст», при этом явно опираясь на романы Миллера, Хемингуэя, Дос Пассоса. Париж нарисован как гигантский ресторан, как блюдо, при этом блюдо немного сгнившее, испорченное. В Париже героя, достигший предела своего отчаяния и одиночества, встречает некую Катю, эстрадную певицу, злую, брутальную, которая возвращает ему вкус к жизни. Катя станет главной героиней следующего романа «Не кормите и не трогайте пеликанов». Ещё одним местом действия романа становится остров Капри, который описан как энергия, рвущаяся наружу и скованная. Автор использует и пересказывает идеи работы Ницше «Рождение трагедии из духа музыки», рассказа Набокова «Весна в Фиальте» и рассказа Томаса Манна «Смерть в Венеции». Книга переведена на французский язык.
Роман «Не кормите и не трогайте пеликанов» опубликован в 2019 г. в «Редакции Елены Шубиной». Роман является сиквелом «Осени в карманах» и продолжает любовную линию, связанную с эстрадной певицей Катей, в то же время выглядит как совершенно самостоятельный текст. Мнения и оценки критиков разделились. Некоторые критики восторгались литературным языком, другие обвиняли автора в недостаточной художественности, в нежелании выстроить традиционную романную форму. Часть критиков отмечала излишнюю гротескность главной героини, её ненатуральность и отсутствие свойств у главного героя. Сам автор объяснял свойства героев замыслом книги. Действие романа разворачивается сначала в Лондоне, затем в Петербурге начала нулевых. В Лондоне главный герой проводит время со своей возлюбленной, затем покидает её и возвращается в Петербург. Книга начинается как мягкая пародия на любовно-криминальный роман, а затем развивается в манере «кампусного» (университетского) романа. Автор вновь посвящает большое количество материала описанию городских пространств. Лондон предстает как морская пустыня, Санкт-Петербург — как мир между жизнью и смертью. Всякий городской образ открывает в романе свою историю таким образом, чтобы читатель смог ощутить приближение к извечному замыслу. Текст наполнен, как и предыдущих роман, большим количеством цитат из классиков и современников. Более того, автор время от времени эссеистически рассуждает о некоторых произведениях («Манон Леско», «Энеида»), а современники автора в виде цитат (Михаил Елизаров), упоминаний (Роман Сенчин, Ильдар Абузяров, Александр Снегирев, Андрей Рудалев) или собственной персоной (Герман Садулаев) появляются на страницах текста. Классики также появляются на страницах романа в качестве персонажей, в частности, описывается встреча Томаса Элиота и Генри Миллера, авторов, которыми Аствацатуров занимался как филолог. Цитаты из чужих произведений (Набоков, Амброз Бирс, Апдайк, Прево, Джойс и др.), как правило, создают подтекст, усложняя повествование, но в то же время проясняют его содержание. Сам автор, комментируя роман говорил о том, что сделал попытку написать религиозно-философский текст с элементами сатиры и комедии. Его основная мысль — одиночество человека, трагических распад межличностных связей, неспособность людей общаться и слышать друг друга. Вместе с тем, автор отказывается от идеи свободы воли, говорит о её рабстве на примере своего героя, который не способен совершать самостоятельные поступки, о судьбе и предопределении. Признавая рабство воли, непреодолимость замысла, автор в то же время иногда заставляет своего персонажа бунтовать. Впрочем для героя это ничем не заканчивается. Он сбегает от Кати, которая им руководила только затем, чтобы потом снова к ней вернуться.
Роман вошел в шорт-листы премий «Ясная поляна», «Национальный бестселлер», «Созидающий мир». Роман переведен на французский и турецкий языки. В 2020 году театральное объединение «Куль» поставило спектакль «Не кормите и не трогайте» по роману.
С 2009 года А.А.АСтвацатуров — постоянный участник международных книжных ярмарок и фестивалей в Москве, Санкт-Петербурге, Перми, Казани, Хельсинки, Красноярске, Новосибирске, Владивостоке, Таллине, Лондоне, Турине, Нью-Йорке, Эдинбурге, Париже.
Постоянно выступает в качестве эксперта и консультанта на различных телеканалах и в радиопрограммах («РТР», «Культура», «СТО», «5 канал», «Санкт-Петербург», «Эхо Москвы», «Радио Мария»). Снимался в фильмах «Кэрель: то, что не снял Р. В. Фассбиндер» (2004, реж.: Маруся Климова, Т. Фомичева), «Две или три вещи» (2006, реж.: Н. Макаров).
С 2009 г. принимает участие в работе жюри известных российских литературных премий: «Национальный бестселлер» (2009), «НОС» (2012—2013), «Дебют» (2011), «Большая книга» (2023 —)
В 2011 году вёл передачу «Дом писателя» на телеканале «Санкт-Петербург».
В 2014 году избран в Союз писателей Санкт-Петербурга.

## Личная жизнь
Женат с 2013 г. Жена — Ксения Андреевна Аствацатурова (Ермолина).
Дети:
Георгий (2015 г. р.)
Михаил (2017 г. р.)

## Художественные тексты
- 2009 «Люди в голом». Москва: Ad Marginem. ISBN 978-5-91103-080-3
- 2010 «Скунскамера». Москва, Ad Marginem. ISBN 978-5-91103-110-7
- 2015 «Осень в карманах». Москва, АСТ: Редакция Елены Шубиной. ISBN 978-5-91103-110-7
- 2019 «Не кормите и не трогайте пеликанов». Москва, АСТ: редакция Елены Шубиной. ISBN 978-5-17-115164-5

## Научные труды
Монографии
- 2000 «Т. С. Элиот и его поэма „Бесплодная земля“». СПб.: Изд-во СПбГУ, 2000.
- 2007 «Феноменология текста: игра и репрессия». М.: Изд-во «Новое литературное обозрение», 2007.
- 2010 «Генри Миллер и его „парижская трилогия“». М.: Изд-во «Новое литературное обозрение», 2010. ISBN 978-5-86793-749-2
- 2023 «Автор и герой в лабиринте идей». М.: Колибри, Азбука-Аттикус, 2023. 480 с. ISBN 978-5-389-23656-1

## Другие книги
Эссеистика на литературные темы
- 2015 «И не только Сэлинджер. Десять опытов прочтения английской и американской литературы». М.: АСТ: Редакция Елены Шубиной, 2015. ISBN 978-5-17-087076-9
- 2019 «Хаос и симметрия. От Уайльда до наших дней». М.: АСТ: Редакция Елены Шубиной